# Rozvodnice
Rozvodnice je smyšlená čára, která vyznačuje geografickou hranici mezi sousedními povodími. Dělíme ji na orografickou a hydrogeologickou.
Orografická rozvodnice vymezuje povodí povrchové vody, probíhá od závěrného profilu po nejvyšších bodech povodí. Prakticky se jedná o hřbetnici, což je myšlená čára styku dvou přilehlých svahů téhož hřbetu.
Hydrogeologická rozvodnice ohraničuje povodí podzemních vod, pro jejich určení je však potřeba znát geologické složení podpovrchových vrstev. Často se kryje s orografickou rozvodnicí, ale v místech se složitější geologickou stavbou může být její průběh zcela odlišný.